# Databricks

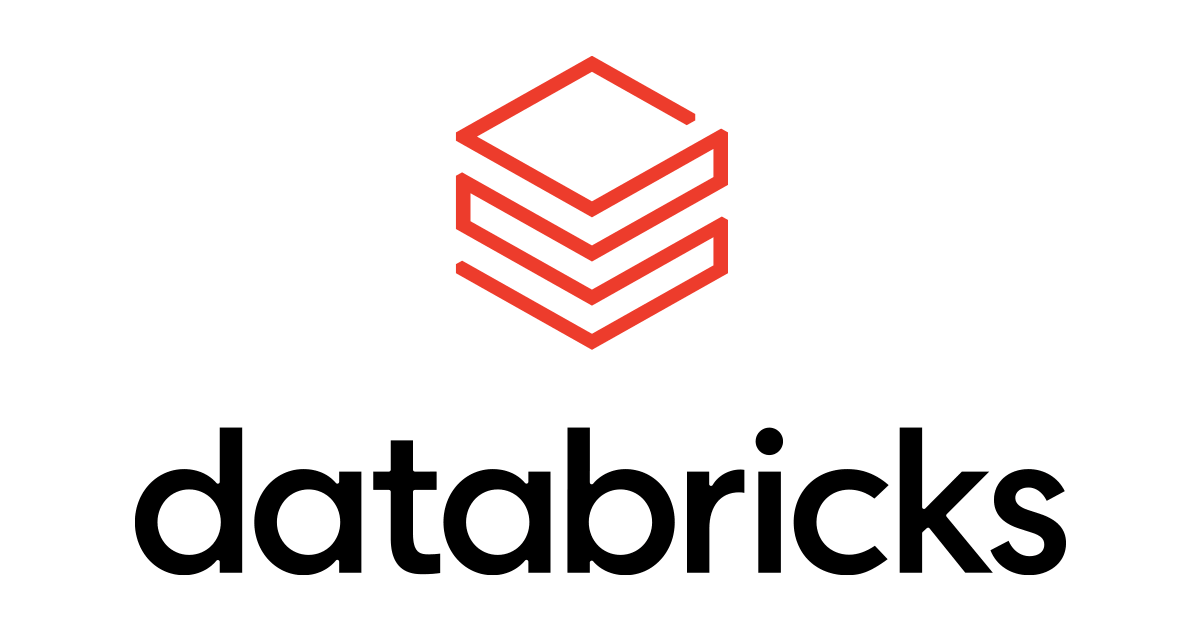
Logomarca

A Databricks é uma empresa americana de software fundada pelos criadores do Apache Spark. A Databricks desenvolve uma plataforma baseada na web para trabalhar com o Spark, que fornece gerenciamento automatizado de cluster e notebooks no estilo IPython

## História
A databricks surgiu do projeto AMPLab na Universidade da Califórnia, Berkeley,  envolvido na criação do Apache Spark, uma estrutura de computação distribuída de código aberto construída sobre Scala. A empresa foi fundada por Ali Ghodsi, Andy Konwinski, Arsalan Tavakoli-Shiraji, Ion Stoica, Matei Zaharia, Patrick Wendell e Reynold Xin.
Em novembro de 2017, a empresa foi anunciada como um serviço primário no Microsoft Azure por meio da integração Azure Databricks.
A empresa desenvolve o Delta Lake, um projeto de código aberto destinado a trazer confiabilidade aos data lakes para aprendizado de máquina e outros usos em ciência de dados.
Em junho de 2020, a Databricks adquiriu o Redash, uma ferramenta de código aberto projetada para ajudar cientistas e analistas de dados a visualizar e criar painéis interativos de seus dados.
Em fevereiro de 2021, juntamente com o Google Cloud, a Databricks começou uma integração com o Google Kubernetes Engine e a plataforma BigQuery do Google. A Fortune classificou o Databricks como um dos melhores grandes "Locais de Trabalho para Millennials" em 2021. Na época, a empresa disse que mais de 5.000 organizações usavam seus produtos.
Em agosto de 2021, a Databricks terminou sua oitava rodada de financiamento levantando US$ 1,6 bilhão, com uma avaliação da empresa em US$ 38 bilhões.
Em outubro de 2021, a Databricks fez sua segunda aquisição da empresa alemã sem código 8080 Labs. 8080 Labs é a desenvolvedora de bamboolib, uma ferramenta de exploração de dados que não requer codificação para usar.

## Financiamento
Em setembro de 2013, a Databricks anunciou que levantou US$ 13,9 milhões da Andreessen Horowitz e disse que pretendia oferecer uma alternativa ao sistema MapReduce do Google. A Microsoft foi um investidor notável da Databricks em 2019, participando da Série E da empresa por um valor não especificado. A empresa levantou US$ 1,9 bilhão em financiamento, incluindo uma série G de US$ 1 bilhão liderada por Franklin Templeton em uma avaliação pós-money de US$ 28 bilhões em fevereiro de 2021. Outros investidores incluem Amazon Web Services, CapitalG (uma empresa de capital de crescimento sob Alphabet, Inc.) e Salesforce Ventures.
| Series | Encontro          | Valor (milhões de dólares) | Investidores Líderes             |
| ------ | ----------------- | -------------------------- | -------------------------------- |
| UMA    | 2013              | 13,9                       | Andreessen Horowitz              |
| B      | 2014              | 33                         | Novos Associados Empresariais    |
| C      | 2016              | 60                         | Novos Associados Empresariais    |
| D      | 2017              | 140                        | Andreessen Horowitz              |
| E      | fevereiro de 2019 | 250                        | Andreessen Horowitz              |
| F      | Outubro de 2019   | 400                        | Andreessen Horowitz              |
| G      | Janeiro de 2021   | 1.000                      | Investimentos Franklin Templeton |
| H      | Agosto de 2021    | 1.600                      | Morgan Stanley                   |

## Produtos
A Databricks desenvolve e vende uma plataforma de dados em nuvem usando o termo de marketing "lakehouse", um portmanteau baseado nos termos "data warehouse" e "data lake". O lakehouse do Databricks é baseado na estrutura Apache Spark de código aberto que permite consultas analíticas em dados semiestruturados sem um esquema de banco de dados tradicional.
O Delta Engine da Databricks foi lançado em junho de 2020 como um novo mecanismo de consulta que se sobrepõe ao Delta Lake para aumentar o desempenho da consulta. É compatível com Apache Spark e MLflow, que também são projetos de código aberto da Databricks.
Em novembro de 2020, a Databricks introduziu o Databricks SQL (anteriormente conhecido como SQL Analytics) para executar relatórios de análise e inteligência de negócios em data lakes. Os analistas podem consultar conjuntos de dados diretamente com SQL padrão ou usar conectores de produto para integrar diretamente com ferramentas de inteligência de negócios como Tableau, Qlik, Looker e ThoughtSpot.
A Databricks também oferece uma plataforma para outras cargas de trabalho, incluindo aprendizado de máquina, armazenamento e processamento de dados, análise de streaming e inteligência de negócios.
A empresa também criou Delta Lake, MLflow e Koalas, projetos de código aberto que abrangem engenharia de dados, ciência de dados e aprendizado de máquina. Além de construir a plataforma Databricks, a empresa co-organizou grandes cursos online abertos sobre o Spark e uma conferência para a comunidade Spark chamada Data + AI Summit, anteriormente conhecida como Spark Summit.

## Operações
A Databricks está sediada em São Francisco.